# Floriane Olivier
Pour les articles homonymes, voir Olivier (homonymie).
Floriane Olivier est une écrivaine française francophone, auteure de nouvelles et de poésies, née le 18 juillet 1987 à Bordeaux et émigrée au Québec.

## Biographie
Floriane Olivier est née le 18 juillet 1987 à Bordeaux et a grandi à Toulouse, avant d’émigrer au Québec, pays qu'elle a découvert à l'occasion de deux voyages offerts pour ses victoires du prix Claude-Nougaro.
Elle a une formation d’orthophoniste, obtenue à l’Université Toulouse III Paul Sabatier et terminée en 2010 par un mémoire sur les protocoles d’évaluation de la dénomination par accès multisensoriel chez le sujet aphasique. Pendant ses études, elle a fréquenté le Lycée Henri Matisse, à Cugnaux. 
Elle commence à écrire des nouvelles jeune: elle a été publiée pour la première fois en juin 2005 et a rapidement obtenu plusieurs distinctions pour ses nouvelles, dont le 2e et le 6e prix du prix du jeune écrivain de langue française, respectivement en 2008 et en 2006. Ses nouvelles ont été publiées dans divers recueils, ainsi que par extraits dans la presse.
Floriane Olivier est également l'auteure de poèmes. Elle a ainsi remporté le concours "Des mots pour demain" de 2009 organisé par l'Alliance française de Moncton et le Consulat général de France dans les Provinces atlantiques, pour son poème Des Morceaux.

## Style et inspirations
La critique décrit l'écriture de Floriane Olivier comme "scandée",, "névrosée" et plus généralement dans "un style très maîtrisé" et "qui dépasse les maîtres" .
Floriane Olivier se dit inspirée par Annie Saumont, Dino Buzzati, Daniel Pennac ainsi que Jack Kerouac et écrire avec régularité, d'un seul jet.

## Prix et distinctions
- Prix du jeune écrivain de langue française : 6e en 2006 pour Mon Aïd[8] et 2e en 2008 pour Sans histoire[7];

- Prix Claude-Nougaro : 1re en 2007, catégorie écriture et fiction, pour Sous la neige des framboisiers[23],[24], et 1re en 2008, catégorie fiction, pour Les coquelicots[25];

- Prix Pierre-Fossard 2007, pour De l'autre côté j'écris ton nom[26];

- "Des mots pour demain" 2009, concours de poésie organisé par l'Alliance française de Moncton et le Consulat général de France dans les Provinces atlantiques[10], pour Des Morceaux[11];

- Concours de nouvelles communauté Urbaine Arras 2011, catégorie concours général : 2e, pour La discrétion du sable[27],[28].

- Concours  Les nouvelles de Gatineau 2011: 2e, pour Les belles promesses[29],[30],[31].